# Kirovohrad (tỉnh)
Tỉnh Kirovohrad (tiếng Ukraina: Кіровоградська область, Kirovohrads’ka oblast’) là một tỉnh của Ukraina, nằm ở vị trị gần như chính giữa đất nước và phía tây sông Dniepr.
Tỉnh lỵ đóng ở thành phố Kropyvnytskyi. Tỉnh có diện tích 24.588 km2, dân số gần 1 triệu người.
Các thành phố lớn nhất: Kropyvnytskyi, Olexandria, Znamianka và Svitlovodsk.